# Plan de Ayutla

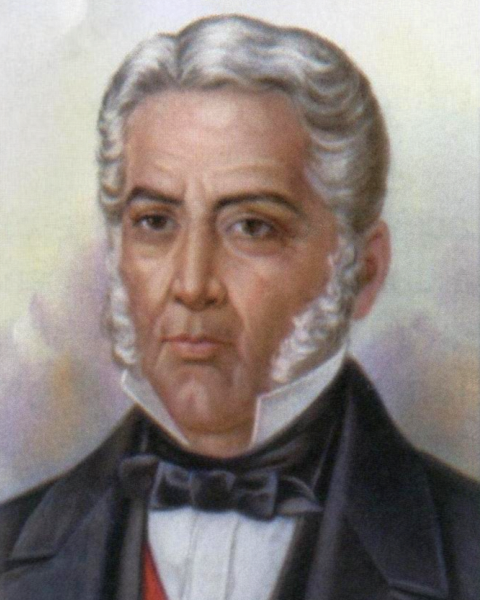
Juan Álvarez, liberal que ayudó a proclamar el plan.

El Plan de Ayutla, proclamado por Florencio Villarreal, con apoyo de los liberales Juan Álvarez e Ignacio Comonfort, el 1 de marzo de 1854 en Ayutla, Guerrero. Tuvo como objetivo dar fin a la dictadura de Antonio López de Santa  Anna.  
Los planteamientos centrales del plan eran el desconocimiento de Antonio López de Santa Anna como presidente de México, y que de resultar triunfante el ejército liberal, se convocaría a representantes de los estados para elegir a un presidente temporal, quien a quince días de haber asumido el cargo, haría la convocatoria a un nuevo Congreso extraordinario con el fin de establecer un gobierno republicano y democrático que reorganizara el país.

## Disidencia contra la dictadura de Santa Anna
Después de la derrota de México en la guerra entre México y Estados Unidos, el país se vio acosado por la desesperación y el caos político. Aborreciendo la explotación a largo plazo y los fuertes impuestos a corto plazo necesarios para financiar la guerra, se rebelaron en la región de Sierra Gorda (1847-1849) y en la península de Yucatán (1847-1852). El norte de México quedó especialmente devastado. Las pérdidas territoriales sufridas por Estados Unidos codificadas en el Tratado de Guadalupe Hidalgo fueron un impulso para las incursiones apaches y comanches en el norte de México. La región se vio aún más debilitada por la despoblación, y el descubrimiento de oro en el territorio recientemente perdido de California impulsó a los habitantes del norte de México a emigrar allí.